# Svédország az 1968. évi nyári olimpiai játékokon
Svédország a mexikói Mexikóvárosban megrendezett 1968. évi nyári olimpiai játékok egyik részt vevő nemzete volt. Az országot az olimpián 13 sportágban 100 sportoló képviselte, akik összesen 4 érmet szereztek.

## Érmesek
| Érem  | Versenyző                                                          | Sportág      | Versenyszám           |
| ----- | ------------------------------------------------------------------ | ------------ | --------------------- |
| Arany | Björn Ferm                                                         | Öttusa       | Férfi egyéni          |
| Arany | Jörgen Sundelin Peter Sundelin Ulf Sundelin                        | Vitorlázás   | 5,5 méteres           |
| Ezüst | Erik Pettersson Gösta Pettersson Sture Pettersson Tomas Pettersson | Kerékpározás | Férfi csapat időfutam |
| Bronz | Gösta Pettersson                                                   | Kerékpározás | Férfi mezőnyverseny   |

## Atlétika
Férfi
| Versenyző         | Versenyszám     | Előfutam | Előfutam | Előfutam | Elődöntő | Elődöntő | Elődöntő | Döntő         | Döntő         |
| Versenyző         | Versenyszám     | Idő      | Hely.    | Össz.    | Idő      | Hely.    | Össz.    | Idő           | Helyezés      |
| ----------------- | --------------- | -------- | -------- | -------- | -------- | -------- | -------- | ------------- | ------------- |
| Anders Gärderud   | 800 m           | 1:48,99  | 4.       | 18.      | kiesett  | kiesett  | kiesett  | kiesett       | kiesett       |
| Anders Gärderud   | 1500 m          | 3:54,28  | 7.       | 26.      | kiesett  | kiesett  | kiesett  | kiesett       | kiesett       |
| Ove Berg          | 1500 m          | 4:00,42  | 7.       | 41.      | kiesett  | kiesett  | kiesett  | kiesett       | kiesett       |
| Bo Forssander     | 110 m gát       | 14,00    | 2.       | 12.*     | 13,75    | 3.       | 7.       | 13,73         | 6.            |
| Jan-Erik Karlsson | 3000 m akadály  | 9:19,64  | 8.       | 20.      |          |          |          | kiesett       | kiesett       |
| Bengt Persson     | 3000 m akadály  | 9:06,43  | 3.       | 9.       |          |          |          | 9:20,61       | 10.           |
| Örjan Andersson   | 20 km gyaloglás |          |          |          |          |          |          | 1:41:58       | 21.           |
| Örjan Andersson   | 50 km gyaloglás |          |          |          |          |          |          | 4:40:42       | 13.           |
| Stefan Ingvarsson | 50 km gyaloglás |          |          |          |          |          |          | nem ért célba | nem ért célba |
| Stefan Ingvarsson | 20 km gyaloglás |          |          |          |          |          |          | 1:36:43       | 8.            |
| Stig Lindberg     | 20 km gyaloglás |          |          |          |          |          |          | 1:40:03       | 15.           |
| Stig Lindberg     | 50 km gyaloglás |          |          |          |          |          |          | 4:34:05       | 5.            |

| Versenyző           | Versenyszám   | Selejtező | Selejtező | Döntő    | Döntő    |
| Versenyző           | Versenyszám   | Eredmény  | Helyezés  | Eredmény | Helyezés |
| ------------------- | ------------- | --------- | --------- | -------- | -------- |
| Kenneth Lundmark    | Magasugrás    | 206 cm    | 22.**     | kiesett  | kiesett  |
| John-Erik Blomqvist | Rúdugrás      | 475 cm    | 19.       | kiesett  | kiesett  |
| Kjell Isaksson      | Rúdugrás      | 490 cm    | 14.       | 515 cm   | 10.      |
| Lars-Olof Höök      | Távolugrás    | 777 cm    | 9.*       | 766 cm   | 14.      |
| Ricky Bruch         | Diszkoszvetés | 59,08 m   | 8.        | 59,28 m  | 8.       |
| Åke Nilsson         | Gerelyhajítás | 84,74 m   | 1.        | 83,48 m  | 6.       |

| Versenyző       | Versenyszám | 100 m | 100 m | Távolugrás | Távolugrás | Súlylökés | Súlylökés | Magasugrás | Magasugrás | 400 m | 400 m | 110 m gát | 110 m gát | Diszkoszvetés | Diszkoszvetés | Rúdugrás | Rúdugrás | Gerelyhajítás | Gerelyhajítás | 1500 m  | 1500 m | Végeredmény | Végeredmény |
| Versenyző       | Versenyszám | Idő   | Pont  | Eredmény   | Pont       | Eredmény  | Pont      | Eredmény   | Pont       | Idő   | Pont  | Idő       | Pont      | Eredmény      | Pont          | Eredmény | Pont     | Eredmény      | Pont          | Idő     | Pont   | Pont        | Helyezés    |
| --------------- | ----------- | ----- | ----- | ---------- | ---------- | --------- | --------- | ---------- | ---------- | ----- | ----- | --------- | --------- | ------------- | ------------- | -------- | -------- | ------------- | ------------- | ------- | ------ | ----------- | ----------- |
| Lennart Hedmark | Tízpróba    | 11,18 | 821   | 729 cm     | 883        | 14,08 m   | 733       | 189 cm     | 705        | 51,36 | 753   | 14,99     | 851       | 42,96 m       | 725           | 410 cm   | 645      | 62,90 m       | 782           | 5:11,02 | 350    | 7396        | 11.         |

Női
| Versenyző               | Versenyszám | Előfutam | Előfutam | Előfutam | Negyeddöntő | Negyeddöntő | Negyeddöntő | Elődöntő | Elődöntő | Elődöntő | Döntő   | Döntő    |
| Versenyző               | Versenyszám | Idő      | Hely.    | Össz.    | Idő         | Hely.       | Össz.       | Idő      | Hely.    | Össz.    | Idő     | Helyezés |
| ----------------------- | ----------- | -------- | -------- | -------- | ----------- | ----------- | ----------- | -------- | -------- | -------- | ------- | -------- |
| Ulla-Britt Wieslander   | 100 m       | 11,86    | 7.       | 26.      | kiesett     | kiesett     | kiesett     | kiesett  | kiesett  | kiesett  | kiesett | kiesett  |
| Ulla-Britt Wieslander   | 80 m gát    | 11,24    | 7.       | 29.      |             |             |             | kiesett  | kiesett  | kiesett  | kiesett | kiesett  |
| Karin Wallgren-Lundgren | 200 m       | 24,23    | 8.       | 29.      |             |             |             | kiesett  | kiesett  | kiesett  | kiesett | kiesett  |
| Karin Wallgren-Lundgren | 400 m       | 54,30    | 3.       | 15.      |             |             |             | 53,93    | 6.       | 8.       | kiesett | kiesett  |

| Versenyző          | Versenyszám | Selejtező | Selejtező | Döntő    | Döntő    |
| Versenyző          | Versenyszám | Eredmény  | Helyezés  | Eredmény | Helyezés |
| ------------------ | ----------- | --------- | --------- | -------- | -------- |
| Gunilla Cederström | Távolugrás  | 572 cm    | 21.       | kiesett  | kiesett  |

| Versenyző          | Versenyszám | 80 m gát | 80 m gát | Súlylökés | Súlylökés | Magasugrás | Magasugrás | Távolugrás       | Távolugrás       | 200 m         | 200 m         | Végeredmény   | Végeredmény   |
| Versenyző          | Versenyszám | Idő      | Pont     | Eredmény  | Pont      | Eredmény   | Pont       | Eredmény         | Pont             | Idő           | Pont          | Pont          | Helyezés      |
| ------------------ | ----------- | -------- | -------- | --------- | --------- | ---------- | ---------- | ---------------- | ---------------- | ------------- | ------------- | ------------- | ------------- |
| Gunilla Cederström | Ötpróba     | 11,61    | 948      | 10,36 m   | 740       | 153 cm     | 869        | nem állt rajthoz | nem állt rajthoz | nem ért célba | nem ért célba | nem ért célba | nem ért célba |

* - egy másik versenyzővel azonos időt/eredményt ért el

** - három másik versenyzővel azonos eredményt ért el

## Birkózás
Kötöttfogású
| Versenyző       | Versenyszám | 1. forduló                         | 2. forduló                       | 3. forduló                 | 4. forduló                            | 5. forduló                  | 6. forduló        | 7. forduló        | Döntő             | Helyezés    |
| Versenyző       | Versenyszám | Ellenfél Eredmény                  | Ellenfél Eredmény                | Ellenfél Eredmény          | Ellenfél Eredmény                     | Ellenfél Eredmény           | Ellenfél Eredmény | Ellenfél Eredmény | Ellenfél Eredmény | Helyezés    |
| --------------- | ----------- | ---------------------------------- | -------------------------------- | -------------------------- | ------------------------------------- | --------------------------- | ----------------- | ----------------- | ----------------- | ----------- |
| Roland Svensson | 57 kg       | Szakurama Kódzsi (JPN) · 3-1       | Arthur Spaenhoven (BEL) · 3-1    | kiesett                    | kiesett                               | kiesett                     | kiesett           | kiesett           | kiesett           | helyezetlen |
| Jan Karlsson    | 70 kg       | Gennady Sapunov (URS) · kétvállas  | Werner Holzer (USA) · kétvállas  | Stevan Horvat (YUG) · 3-1  | kiesett                               | kiesett                     | kiesett           | kiesett           | kiesett           | helyezetlen |
| Jan Kårström    | 78 kg       | Jimmy Martinetti (SUI) · kétvállas | Sırrı Acar (TUR) · 2.5-2.5       | Adam Ostrowski (POL) · 1-3 | Milan Nenadić (YUG) · 2.5-2.5         |                             |                   |                   | kiesett           | 6.          |
| Bertil Nyström  | 87 kg       | Hiraki Kendzsiró (JPN) · kizárták  | Teuvo Ojala (FIN) · kétvállas    | kiesett                    | kiesett                               | kiesett                     |                   |                   | kiesett           | helyezetlen |
| Per Svensson    | 97 kg       | Daniel Verník (ARG) · 2-2          | Tore Hem (NOR) · 2-2             | Caj Malmberg (FIN) · 1-3   | Nicolae Martinescu (ROU) · kétvállas  | kiesett                     | kiesett           |                   | kiesett           | 4.          |
| Ragnar Svensson | +97 kg      | Roland Bock (FRG) · 2-2            | Arje Nadbornik (FIN) · kétvállas | Edward Wojda (POL) · 1-3   | Raymond Uytterhaeghe (FRA) · kizárták | Petr Kment (TCH) · kizárták | kiesett           |                   | kiesett           | 4.          |

Szabadfogású
| Versenyző       | Versenyszám | 1. forduló                      | 2. forduló                  | 3. forduló        | 4. forduló        | 5. forduló        | 6. forduló        | Döntő             | Helyezés    |
| Versenyző       | Versenyszám | Ellenfél Eredmény               | Ellenfél Eredmény           | Ellenfél Eredmény | Ellenfél Eredmény | Ellenfél Eredmény | Ellenfél Eredmény | Ellenfél Eredmény | Helyezés    |
| --------------- | ----------- | ------------------------------- | --------------------------- | ----------------- | ----------------- | ----------------- | ----------------- | ----------------- | ----------- |
| Jan Karlsson    | 70 kg       | Enyu Valcsev (BUL) · 3-1        | Wayne Wells (USA) · 3-1     | kiesett           | kiesett           | kiesett           | kiesett           | kiesett           | helyezetlen |
| Arne Robertsson | +97 kg      | Larry Kristoff (USA) · kizárták | Abolfazl Anvari (IRI) · 3-1 | kiesett           | kiesett           | kiesett           |                   | kiesett           | helyezetlen |

## Kajak-kenu
Férfi
| Versenyző                                       | Versenyszám         | Előfutam | Előfutam | Előfutam | Vigaszág | Vigaszág | Vigaszág | Elődöntő | Elődöntő | Elődöntő | Döntő   | Döntő    |
| Versenyző                                       | Versenyszám         | Idő      | Hely.    | Össz.    | Idő      | Hely.    | Össz.    | Idő      | Hely.    | Össz.    | Idő     | Helyezés |
| ----------------------------------------------- | ------------------- | -------- | -------- | -------- | -------- | -------- | -------- | -------- | -------- | -------- | ------- | -------- |
| Rolf Peterson                                   | Kajak egyes 1000 m  | 4:02,6   | 1.       | 1.       | erőnyerő | erőnyerő | erőnyerő | 4:01,39  | 1.       | 3.       | 4:07,86 | 5.       |
| Lars Andersson Gunnar Utterberg                 | Kajak kettes 1000 m | 3:42,8   | 5.       | 7.       | 3:54,18  | 2.       | 4.       | 3:48,97  | 3.       | 7.       | 3:41,99 | 5.       |
| Per Larsson Hans Nilsson Tord Sahlén Åke Sandin | Kajak négyes 1000 m | 3:24,5   | 3.       | 12.      | erőnyerő | erőnyerő | erőnyerő | 3:20,18  | 2.       | 4.       | 3:16,68 | 4.       |
| Ove Emanuelsson                                 | Kenu egyes 1000 m   | 4:32,4   | 2.       | 6.       | erőnyerő | erőnyerő | erőnyerő |          |          |          | 4:45,80 | 6.       |
| Bernt Lindelöf Eric Zeidlitz                    | Kenu kettes 1000 m  | 4:10,5   | 2.       | 4.       | erőnyerő | erőnyerő | erőnyerő |          |          |          | 4:16,60 | 5.       |

Női
| Versenyző          | Versenyszám       | Előfutam | Előfutam | Előfutam | Vigaszág | Vigaszág | Vigaszág | Döntő   | Döntő    |
| Versenyző          | Versenyszám       | Idő      | Hely.    | Össz.    | Idő      | Hely.    | Össz.    | Idő     | Helyezés |
| ------------------ | ----------------- | -------- | -------- | -------- | -------- | -------- | -------- | ------- | -------- |
| Ing-Marie Svensson | Kajak egyes 500 m | 2:12,2   | 4.       | 9.       | 2:14,55  | 3.       | 3.       | 2:16,04 | 7.       |

## Kerékpározás

### Országúti kerékpározás
| Versenyző                                                          | Versenyszám     | Idő              | Helyezés |
| ------------------------------------------------------------------ | --------------- | ---------------- | -------- |
| Erik Pettersson                                                    | Mezőnyverseny   | 4:47:58 (+6:33)  | 35.      |
| Gösta Pettersson                                                   | Mezőnyverseny   | 4:43:15 (+1:50)  |          |
| Tomas Pettersson                                                   | Mezőnyverseny   | 4:43:58 (+2:32)  | 7.       |
| Curt Söderlund                                                     | Mezőnyverseny   | 5:01:12 (+19:47) | 51.      |
| Erik Pettersson Gösta Pettersson Sture Pettersson Tomas Pettersson | Csapat időfutam | 2:09:26 (+1:37)  |          |

### Pálya-kerékpározás
Időfutam
| Versenyző   | Versenyszám  | Idő     | Helyezés |
| ----------- | ------------ | ------- | -------- |
| Jupp Ripfel | Férfi egyéni | 1:08,65 | 22.      |

Üldözőversenyek
| Versenyző                                                          | Versenyszám  | Selejtező | Selejtező | Nyolcaddöntő                                                                                           | Nyolcaddöntő | Nyolcaddöntő | Negyeddöntő  | Negyeddöntő | Negyeddöntő | Elődöntő     | Elődöntő  | Elődöntő | Döntő        | Döntő     | Helyezés    |
| Versenyző                                                          | Versenyszám  | Idő       | Hely.     | Ellenfél Idő                                                                                           | Saját idő    | Hely.        | Ellenfél Idő | Saját idő   | Hely.       | Ellenfél Idő | Saját idő | Hely.    | Ellenfél Idő | Saját idő | Helyezés    |
| ------------------------------------------------------------------ | ------------ | --------- | --------- | --- | ------------ | ------------ | ------------ | ----------- | ----------- | ------------ | --------- | -------- | ------------ | --------- | ----------- |
| Gösta Pettersson                                                   | Férfi egyéni | 4:51,37   | 17.       | |              |              | kiesett      | kiesett     | kiesett     | kiesett      | kiesett   | kiesett  | kiesett      | kiesett   | 17.         |
| Erik Pettersson Gösta Pettersson Sture Pettersson Tomas Pettersson | Férfi csapat |           |           | Trinidad és Tobago (TRI) · Robert Farrell · Noel Luces · Salim Mohammed · Phillip Richardson · 4:48,64 | 4:30,03      | 1.           | kiesett      | kiesett     | kiesett     | kiesett      | kiesett   | kiesett  | kiesett      | kiesett   | helyezetlen |

## Műugrás
Férfi
| Versenyző      | Versenyszám        | Selejtező | Selejtező | Döntő  | Döntő    |
| Versenyző      | Versenyszám        | Pont      | Helyezés  | Pont   | Helyezés |
| -------------- | ------------------ | --------- | --------- | ------ | -------- |
| Tord Andersson | Egyéni műugrás     | 99,58     | 5.        | 151,50 | 7.       |
| Tord Andersson | Egyéni toronyugrás | 92,06     | 8.        | 131,21 | 11.      |

## Ökölvívás
| Versenyző         | Versenyszám | Selejtező         | 32-es főtábla              | Nyolcaddöntő      | Negyeddöntő       | Elődöntő          | Döntő             | Helyezés |
| Versenyző         | Versenyszám | Ellenfél Eredmény | Ellenfél Eredmény          | Ellenfél Eredmény | Ellenfél Eredmény | Ellenfél Eredmény | Ellenfél Eredmény | Helyezés |
| ----------------- | ----------- | ----------------- | -------------------------- | ----------------- | ----------------- | ----------------- | ----------------- | -------- |
| Kjell Fredriksson | Harmatsúly  | erőnyerő          | Aldo Cosentino (FRA) · 0-5 | kiesett           | kiesett           | kiesett           | kiesett           | 17.      |
| Carl-Axel Palm    | Pehelysúly  |                   | Elio Cotena (ITA) · 0-5    | kiesett           | kiesett           | kiesett           | kiesett           | 17.      |

## Öttusa
| Versenyző                                       | Versenyszám | Lovaglás | Lovaglás | Lovaglás | Vívás    | Vívás | Vívás | Lövészet | Lövészet | Lövészet | Úszás   | Úszás   | Úszás   | Futás   | Futás   | Futás   | Összesen    | Összesen    |
| Versenyző                                       | Versenyszám | Idő      | Pont     | Hely.    | Eredmény | Pont  | Hely. | Pontszám | Pont     | Hely.    | Idő     | Pont    | Hely.   | Idő     | Pont    | Hely.   | Összes pont | Helyezés    |
| ----------------------------------------------- | ----------- | -------- | -------- | -------- | -------- | ----- | ----- | -------- | -------- | -------- | ------- | ------- | ------- | ------- | ------- | ------- | ----------- | ----------- |
| Björn Ferm                                      | Egyéni      | 3:42     | 1100     | 5.       | 28–19    | 885   | 9.    | 191      | 934      | 12.      | 3:41,8  | 1075    | 2.      | 14:25,7 | 970     | 5.      | 4964        |             |
| Hans Jacobson                                   | Egyéni      | 3:54     | 1025     | 19.      | 32–15    | 977   | 3.    | 187      | 846      | 25.      | 4:03,4  | 946     | 22.     | 15:49,7 | 718     | 35.     | 4512        | 16.         |
| Hans-Gunnar Liljenwall                          | Egyéni      | 3:35     | 1010     | 24.      | 29–18    | 908   | 7.    | kizárták | kizárták | kizárták | kiesett | kiesett | kiesett | kiesett | kiesett | kiesett | helyezetlen | helyezetlen |
| Björn Ferm Hans Jacobson Hans-Gunnar Liljenwall | Csapat      |          | 3135     | 2.       |          | 2818  | 2.    |          | kizárták | kizárták |         | kiesett | kiesett |         | kiesett | kiesett | helyezetlen | helyezetlen |

## Sportlövészet
Nyílt
| Versenyző       | Versenyszám                    | Pont | Helyezés |
| --------------- | ------------------------------ | ---- | -------- |
| Stig Berntsson  | Gyorstüzelő pisztoly           | 575  | 39.      |
| Waldemar Califf | Gyorstüzelő pisztoly           | 586  | 13.      |
| Leif Larsson    | Szabadpisztoly                 | 546  | 21.      |
| Börje Nilsson   | Szabadpisztoly                 | 544  | 26.      |
| Kurt Johansson  | Sportpuska, fekvő              | 592  | 26.      |
| Kurt Johansson  | Sportpuska, összetett          | 1143 | 20.      |
| Kurt Johansson  | Szabadpuska, összetett (300 m) | 1125 | 17.      |
| Sven Johansson  | Szabadpuska, összetett (300 m) | 1129 | 13.      |
| Sven Johansson  | Sportpuska, összetett          | 1144 | 18.      |
| Sven Johansson  | Sportpuska, fekvő              | 594  | 17.      |
| Sten Karlsson   | Trap                           | 189  | 28.      |
| Arne Karlsson   | Skeet                          | 190  | 17.      |
| Arne Orrgård    | Skeet                          | 189  | 20.      |

## Súlyemelés
| Versenyző     | Versenyszám | Nyomás                   | Nyomás                   | Szakítás | Szakítás | Lökés    | Lökés    | Összesen | Helyezés |
| Versenyző     | Versenyszám | Eredmény                 | Helyezés                 | Eredmény | Helyezés | Eredmény | Helyezés | Összesen | Helyezés |
| ------------- | ----------- | ------------------------ | ------------------------ | -------- | -------- | -------- | -------- | -------- | -------- |
| Bo Johansson  | 90 kg       | 165,0                    | 2.                       | 145,0    | 4.       | 182,5    | 7.       | 492,5    | 4.       |
| Ove Johansson | +90 kg      | érvényes kísérlet nélkül | érvényes kísérlet nélkül | kiesett  | kiesett  | kiesett  | kiesett  | kiesett  | kiesett  |

## Torna
Férfi
| Versenyző        | Versenyszám      | Selejtező | Selejtező | Döntő    | Döntő    |
| Versenyző        | Versenyszám      | Pontszám  | Helyezés  | Pontszám | Helyezés |
| ---------------- | ---------------- | --------- | --------- | -------- | -------- |
| Finn Johannesson | Talaj            | 17,55     | 77.       | kiesett  | kiesett  |
| Finn Johannesson | Ugrás            | 18,15     | 54.       | kiesett  | kiesett  |
| Finn Johannesson | Korlát           | 17,95     | 74.       | kiesett  | kiesett  |
| Finn Johannesson | Nyújtó           | 17,35     | 94.       | kiesett  | kiesett  |
| Finn Johannesson | Gyűrű            | 18,25     | 32.       | kiesett  | kiesett  |
| Finn Johannesson | Lólengés         | 17,15     | 80.       | kiesett  | kiesett  |
| Finn Johannesson | Egyéni összetett |           |           | 106,40   | 71.*     |
| Christer Jönsson | Talaj            | 18,05     | 46.       | kiesett  | kiesett  |
| Christer Jönsson | Ugrás            | 18,40     | 30.       | kiesett  | kiesett  |
| Christer Jönsson | Korlát           | 18,65     | 39.       | kiesett  | kiesett  |
| Christer Jönsson | Nyújtó           | 18,90     | 19.       | kiesett  | kiesett  |
| Christer Jönsson | Gyűrű            | 17,95     | 51.       | kiesett  | kiesett  |
| Christer Jönsson | Lólengés         | 16,75     | 85.       | kiesett  | kiesett  |
| Christer Jönsson | Egyéni összetett |           |           | 108,70   | 47.      |
| Evert Lindgren   | Talaj            | 16,30     | 100.      | kiesett  | kiesett  |
| Evert Lindgren   | Ugrás            | 18,35     | 37.       | kiesett  | kiesett  |
| Evert Lindgren   | Korlát           | 18,20     | 65.       | kiesett  | kiesett  |
| Evert Lindgren   | Nyújtó           | 18,05     | 68.       | kiesett  | kiesett  |
| Evert Lindgren   | Gyűrű            | 16,65     | 93.       | kiesett  | kiesett  |
| Evert Lindgren   | Lólengés         | 18,10     | 39.       | kiesett  | kiesett  |
| Evert Lindgren   | Egyéni összetett |           |           | 105,65   | 76.      |

Női
| Versenyző               | Versenyszám      | Selejtező | Selejtező | Döntő    | Döntő    |
| Versenyző               | Versenyszám      | Pontszám  | Helyezés  | Pontszám | Helyezés |
| ----------------------- | ---------------- | --------- | --------- | -------- | -------- |
| Solveig Egman-Andersson | Talaj            | 17,50     | 70.       | kiesett  | kiesett  |
| Solveig Egman-Andersson | Ugrás            | 18,10     | 42.       | kiesett  | kiesett  |
| Solveig Egman-Andersson | Felemás korlát   | 17,70     | 47.       | kiesett  | kiesett  |
| Solveig Egman-Andersson | Gerenda          | 16,70     | 76.       | kiesett  | kiesett  |
| Solveig Egman-Andersson | Egyéni összetett |           |           | 70,00    | 59.**    |
| Rose-Marie Holm         | Talaj            | 17,55     | 68.       | kiesett  | kiesett  |
| Rose-Marie Holm         | Ugrás            | 18,00     | 46.       | kiesett  | kiesett  |
| Rose-Marie Holm         | Felemás korlát   | 17,95     | 43.       | kiesett  | kiesett  |
| Rose-Marie Holm         | Gerenda          | 17,00     | 62.       | kiesett  | kiesett  |
| Rose-Marie Holm         | Egyéni összetett |           |           | 70,50    | 50.      |
| Marie Lundqvist-Björk   | Talaj            | 17,75     | 56.       | kiesett  | kiesett  |
| Marie Lundqvist-Björk   | Ugrás            | 17,95     | 49.       | kiesett  | kiesett  |
| Marie Lundqvist-Björk   | Felemás korlát   | 17,50     | 55.       | kiesett  | kiesett  |
| Marie Lundqvist-Björk   | Gerenda          | 17,35     | 57.       | kiesett  | kiesett  |
| Marie Lundqvist-Björk   | Egyéni összetett |           |           | 70,55    | 48.*     |

* - egy másik versenyzővel azonos eredményt ért el

** - két másik versenyzővel azonos eredményt ért el

## Úszás
Férfi
| Versenyző                                                    | Versenyszám            | Előfutam | Előfutam | Előfutam | Elődöntő | Elődöntő | Elődöntő | Döntő   | Döntő    |
| Versenyző                                                    | Versenyszám            | Idő      | Hely.    | Össz.    | Idő      | Hely.    | Össz.    | Idő     | Helyezés |
| ------------------------------------------------------------ | ---------------------- | -------- | -------- | -------- | -------- | -------- | -------- | ------- | -------- |
| Lester Eriksson                                              | 100 m gyors            | 55,2     | 2.       | 14.      | 54,9     | 5.       | 13.**    | kiesett | kiesett  |
| Lester Eriksson                                              | 200 m gyors            | 2:02,1   | 2.       | 15.**    |          |          |          | kiesett | kiesett  |
| Gunnar Larsson                                               | 200 m gyors            | 2:04,9   | 4.       | 25.*     |          |          |          | kiesett | kiesett  |
| Gunnar Larsson                                               | 1500 m gyors           | 17:57,0  | 3.       | 13.      |          |          |          | kiesett | kiesett  |
| Gunnar Larsson                                               | 400 m gyors            | 4:25,0   | 2.       | 12.      |          |          |          | kiesett | kiesett  |
| Sven von Holst                                               | 400 m gyors            | 4:35,0   | 5.       | 24.      |          |          |          | kiesett | kiesett  |
| Ingvar Eriksson                                              | 200 m gyors            | 2:10,0   | 4.       | 43.*     |          |          |          | kiesett | kiesett  |
| Ingvar Eriksson                                              | 100 m pillangó         | 1:00,6   | 5.       | 23.      | 59,9     | 5.       | 14.**    | kiesett | kiesett  |
| Bo Westergren                                                | 100 m pillangó         | 59,9     | 2.       | 15.      | 59,9     | 6.       | 14.**    | kiesett | kiesett  |
| Peter Feil                                                   | 100 m pillangó         | 1:02,3   | 5.       | 36.*     | kiesett  | kiesett  | kiesett  | kiesett | kiesett  |
| Peter Feil                                                   | 200 m pillangó         | 2:11,9   | 1.       | 8.       |          |          |          | 2:10,9  | 5.       |
| Hans Tegeback                                                | 100 m hát              | 1:05,1   | 4.       | 26.      | kiesett  | kiesett  | kiesett  | kiesett | kiesett  |
| Hans Ljungberg                                               | 200 m hát              | 2:22,3   | 6.       | 21.      |          |          |          | kiesett | kiesett  |
| Hans Ljungberg                                               | 200 m vegyes           | 2:17,8   | 3.       | 10.      |          |          |          | kiesett | kiesett  |
| Hans Ljungberg                                               | 400 m vegyes           | 5:06,1   | 3.       | 11.      |          |          |          | kiesett | kiesett  |
| Olle Ferm                                                    | 400 m vegyes           | 5:18,9   | 6.       | 26.      |          |          |          | kiesett | kiesett  |
| Olle Ferm                                                    | 200 m vegyes           | 2:27,5   | 6.       | 33.      |          |          |          | kiesett | kiesett  |
| Thomas Johnsson                                              | 100 m mell             | 1:10,0   | 3.       | 12.*     | 1:10,9   | 7.       | 18.*     | kiesett | kiesett  |
| Thomas Johnsson                                              | 200 m mell             | 2:36,8   | 2.       | 13.      |          |          |          | kiesett | kiesett  |
| Lester Eriksson Ingvar Eriksson Bo Westergren Gunnar Larsson | 4 × 100 m gyorsváltó   | 3:43,9   | 6.       | 11.      |          |          |          | kiesett | kiesett  |
| Hans Ljungberg Olle Ferm Gunnar Larsson Lester Eriksson      | 4 × 200 m gyorsváltó   | 8:10,9   | 3.       | 7.       |          |          |          | 8:12,1  | 8.       |
| Hans Tegeback Thomas Johnsson Bo Westergren Lester Eriksson  | 4 × 100 m vegyes váltó | 4:12,2   | 4.       | 15.      |          |          |          | kiesett | kiesett  |

Női
| Versenyző                                                                        | Versenyszám          | Előfutam | Előfutam | Előfutam | Elődöntő | Elődöntő | Elődöntő | Döntő   | Döntő    |
| Versenyző                                                                        | Versenyszám          | Idő      | Hely.    | Össz.    | Idő      | Hely.    | Össz.    | Idő     | Helyezés |
| -------------------------------------------------------------------------------- | -------------------- | -------- | -------- | -------- | -------- | -------- | -------- | ------- | -------- |
| Lotten Andersson                                                                 | 200 m pillangó       | 2:42,1   | 5.       | 16.      |          |          |          | kiesett | kiesett  |
| Lotten Andersson                                                                 | 100 m gyors          | 1:04,5   | 4.       | 29.      | kiesett  | kiesett  | kiesett  | kiesett | kiesett  |
| Vera Kock                                                                        | 100 m gyors          | 1:05,1   | 5.       | 32.***   | kiesett  | kiesett  | kiesett  | kiesett | kiesett  |
| Elisabeth Berglund                                                               | 100 m gyors          | 1:03,6   | 2.       | 19.      | 1:03,5   | 7.       | 20.*     | kiesett | kiesett  |
| Elisabeth Berglund                                                               | 200 m gyors          | 2:19,7   | 3.       | 15.      |          |          |          | kiesett | kiesett  |
| Elisabeth Ljunggren-Morris                                                       | 400 m gyors          | 4:51,6   | 2.       | 8.       |          |          |          | 4:53,8  | 8.       |
| Elisabeth Ljunggren-Morris                                                       | 800 m gyors          | 10:07,5  | 2.       | 10.      |          |          |          | kiesett | kiesett  |
| Yvonne Brage                                                                     | 100 m mell           | 1:20,8   | 3.       | 18.      | kiesett  | kiesett  | kiesett  | kiesett | kiesett  |
| Yvonne Brage                                                                     | 200 m mell           | 2:56,3   | 4.       | 17.      |          |          |          | kiesett | kiesett  |
| Elisabeth Berglund Elisabeth Ljunggren-Morris Lotten Andersson Ingrid Gustavsson | 4 × 100 m gyorsváltó | 4:18,2   | 4.       | 11.      |          |          |          | kiesett | kiesett  |

* - egy másik versenyzővel azonos időt ért el

** - két másik versenyzővel azonos időt ért el

*** - három másik versenyzővel azonos időt ért el

## Vitorlázás
Nyílt
| Versenyző                                   | Versenyszám     | Futam | Futam  | Futam | Futam  | Futam  | Futam | Futam | Pontszám | Helyezés |
| Versenyző                                   | Versenyszám     | 1     | 2      | 3     | 4      | 5      | 6     | 7     | Pontszám | Helyezés |
| ------------------------------------------- | --------------- | ----- | ------ | ----- | ------ | ------ | ----- | ----- | -------- | -------- |
| Arne Åkerson                                | Finn dingi      | 16,0  | 15,0   | 8,0   | (28,0) | 18,0   | 0,0   | 20,0  | 77,0     | 7.       |
| John Albrechtson Ulf Norrman                | Csillaghajó     | 10,0  | 10,0   | 17,0  | 8,0    | (28,0) | 19,0  | 13,0  | 77,0     | 9.       |
| Jörgen Kolni Peter Kolni                    | Repülő hollandi | 18,0  | (35,0) | 14,0  | 20,0   | 10,0   | 20,0  | 14,0  | 96,0     | 9.       |
| Jörgen Sundelin Peter Sundelin Ulf Sundelin | 5,5 méteres     | 8,0   | 0,0    | 0,0   | 0,0    | (10,0) | 0,0   | 0,0   | 8,0      |          |
| Gunnar Broberg Lennart Eisner Sven Hanson   | Sárkányhajó     | 13,0  | (17,0) | 10,0  | 15,0   | 11,7   | 10,0  | 11,7  | 71,4     | 6.       |

## Vívás
Férfi
| Versenyző                                                                  | Versenyszám       | Csoportkör | Csoportkör | Csoportkör | Csoportkör | Nyolcaddöntő             | Negyeddöntő       | Elődöntő                  | Vigaszág a döntőért           | Vigaszág a döntőért     | Vigaszág a döntőért | Vigaszág a döntőért | Vigaszág a döntőért | Döntő             | Helyezés    |
| Versenyző                                                                  | Versenyszám       | 1. kör | 1. kör     | 2. kör | 2. kör     | Nyolcaddöntő             | Negyeddöntő       | Elődöntő                  | 1. kör                        | 2. kör                  | 3. kör              | 4. kör              | 5. kör              | Döntő             | Helyezés    |
| Versenyző                                                                  | Versenyszám       | Ellenfél Eredmény | Hely.      | Ellenfél Eredmény | Hely.      | Ellenfél Eredmény        | Ellenfél Eredmény | Ellenfél Eredmény         | Ellenfél Eredmény             | Ellenfél Eredmény       | Ellenfél Eredmény   | Ellenfél Eredmény   | Ellenfél Eredmény   | Ellenfél Eredmény | Helyezés    |
| -------------------------------------------------------------------------- | ----------------- | --- | ---------- | --- | ---------- | ------------------------ | ----------------- | ------------------------- | ----------------------------- | ----------------------- | ------------------- | ------------------- | ------------------- | ----------------- | ----------- |
| Lars-Erik Larsson                                                          | Párbajtőr, egyéni | J. csoport · Nemere Zoltán (HUN) · GY · Gustavo Oliveros (CUB) · GY · Colm O'Brien (IRL) · GY · Claude Bourquard (FRA) · V · Félix Piñero (VEN) · GY | 2.         | B. csoport · Hans-Peter Schulze (GDR) · V · Henryk Nielaba (POL) · GY · Franz Rompza (FRG) · V · Michel Steininger (SUI) · V · Silvio Fernández (VEN) · GY  | 5.         | kiesett                  | kiesett           | kiesett                   | kiesett                       | kiesett                 | kiesett             | kiesett             | kiesett             | kiesett           | helyezetlen |
| Orvar Lindwall                                                             | Párbajtőr, egyéni | H. csoport · Paul Pesthy (USA) · V · Gianluigi Saccaro (ITA) · GY · Carlos Couto (BRA) · GY · Dag Midling (NOR) · V · Tănase Mureșanu (ROU) · GY     | 3.         | E. csoport · Michel Constandt (BEL) · GY · Dieter Jung (FRG) · GY · Alexandre Bretholz (SUI) · V · Gianfranco Paolucci (ITA) · GY · Colm O'Brien (IRL) · GY | 1.         | Henryk Nielaba (POL) · V | Vigaszág          | Vigaszág                  | Alexandre Bretholz (SUI) · GY | Nemere Zoltán (HUN) · V | kiesett             | kiesett             | kiesett             | kiesett           | 17.         |
| Dicki Sörensen                                                             | Párbajtőr, egyéni | I. csoport · Bill Hoskyns (GBR) · GY · Harry Fiedler (GDR) · V · Jean-Pierre Allemand (FRA) · V · Magdy Conyd (CAN) · V · Manuel González (CUB) · GY | 5.         | kiesett | kiesett    | kiesett                  | kiesett           | kiesett                   | kiesett                       | kiesett                 | kiesett             | kiesett             | kiesett             | kiesett           | helyezetlen |
| Rolf Edling Carl von Essen Lars-Erik Larsson Orvar Lindwall Dicki Sörensen | Párbajtőr, csapat | 4. csoport · Svájc (SUI) · 11-4 · Írország (IRL) · 13-3 · NSZK (FRG) · 2-9                                                                           | 2.         | |            |                          |                   | NDK (GDR) · 8 (58)-8 (59) |                               |                         |                     |                     |                     | kiesett           | 9.          |

Női
| Versenyző    | Versenyszám | Csoportkör | Csoportkör | Csoportkör | Csoportkör | Negyeddöntő             | Elődöntő                               | Vigaszág a döntőért | Vigaszág a döntőért | Vigaszág a döntőért | Döntő | Helyezés |
| Versenyző    | Versenyszám | 1. kör | 1. kör     | 2. kör | 2. kör     | Negyeddöntő             | Elődöntő                               | 1. kör              | 2. kör              | 3. kör              | Döntő | Helyezés |
| Versenyző    | Versenyszám | Ellenfél Eredmény | Hely.      | Ellenfél Eredmény | Hely.      | Ellenfél Eredmény       | Ellenfél Eredmény                      | Ellenfél Eredmény   | Ellenfél Eredmény   | Ellenfél Eredmény   | Ellenfél Eredmény | Helyezés |
| ------------ | ----------- | --- | ---------- | --- | ---------- | ----------------------- | -------------------------------------- | ------------------- | ------------------- | ------------------- | --- | -------- |
| Kerstin Palm | Tőr, egyéni | C. csoport · Harriet King (USA) · GY · Drimba-Gyulai Ilona (ROU) · V · Monika Pulch (FRG) · GY · Bóbis Ildikó (HUN) · GY · Lourdes Roldán (MEX) · GY | 1.         | C. csoport · Rejtő Ildikó (HUN) · V · Bruna Colombetti (ITA) · GY · Marie-Chantal Demaille (FRA) · GY · Sigrid Chatel (CAN) · GY · Monika Pulch (FRG) · GY | 2.         | Heidi Schmid (FRG) · GY | Cathérine Rousselet-Ceretti (FRA) · GY | Döntő               | Döntő               | Döntő               | Jelena Novikova (URS) · V · Pilar Roldán (MEX) · V · Rejtő Ildikó (HUN) · V · Brigitte Gapais-Dumont (FRA) · GY · Galina Gorohova (URS) · GY | 5.       |